# Джамбовоз

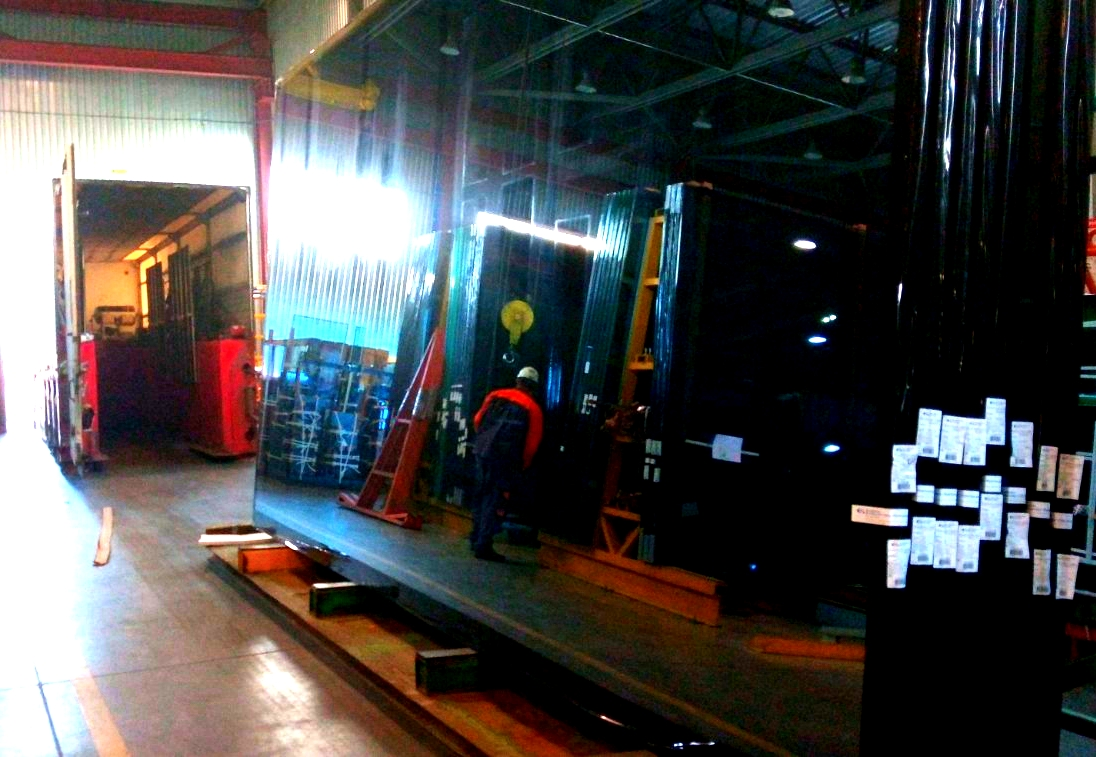
Доставка скла джамбо-формату і вивантаження його з інлоудера

Інлоудер (англ. inloader) чи флоатлайнер, чи (у просторічі) джамбовоз, — спеціальний транспорт, автомобіль-тягач плюс спеціалізований напівпричіп, необхідний для транспортування великих форматів листового скла (флоат-скло), чи склопакетів великих розмірів. Ці листи мають висоту до 3600 мм. Оскільки їх транспортують у вертикальному положенні, вони перевищують максимальну внутрішню висоту 2950 мм для звичайних напівпричепів.
Крім того, Innenlader використовується при транспортуванні великогабаритних збірних залізобетонних деталей, таких як сталеві чи залізобетонні прогони або сполучні. В цих причепах можна також перевозити значну кількість палетованих вантажів, проте це не завжди доцільно економічно.
Робота джамбовоза. Відео

## Особливості будови
Джамбовоз «одноповерховий»

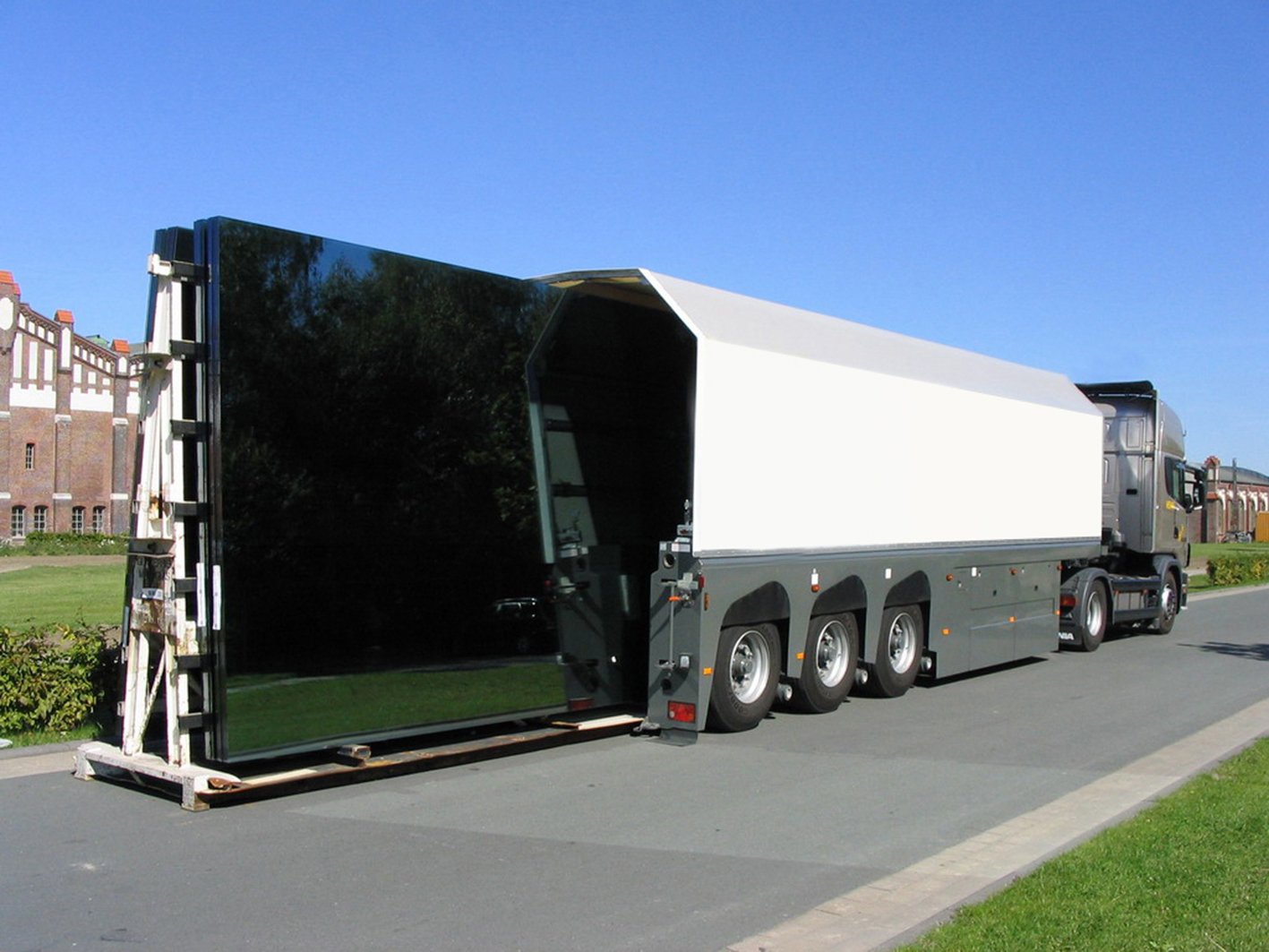
Зовнішній вигляд флоатлайнера

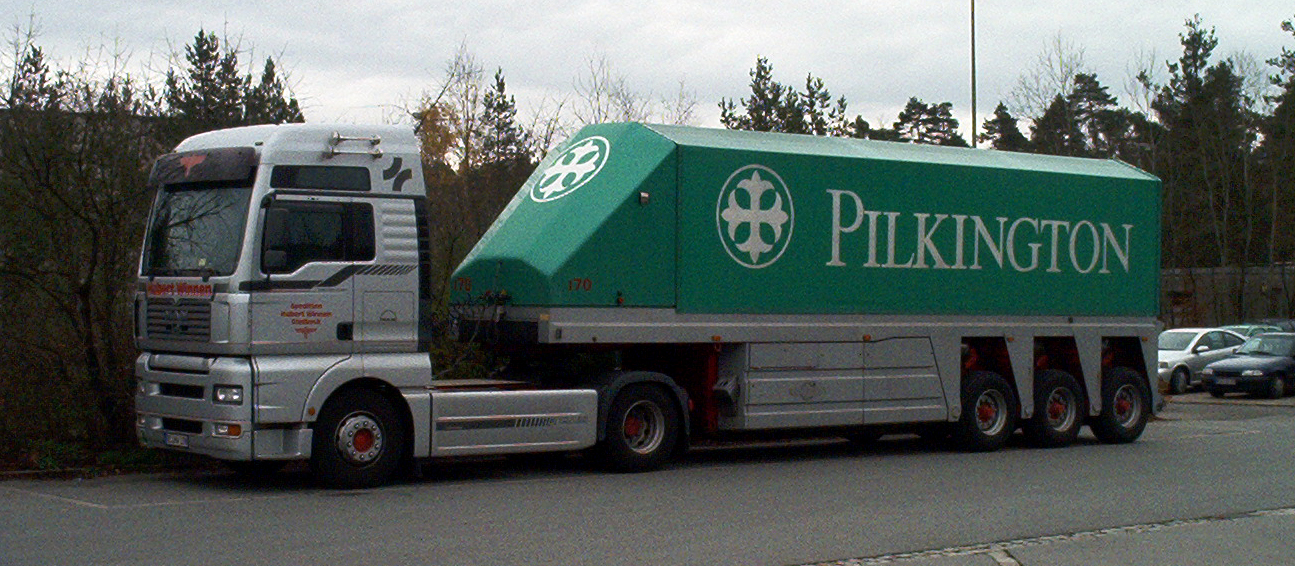
Флоат-лайнер компанії Pilkington

Напівпричіп типу «інлоудер» обладнано специфічною системою кріплення вантажів, що призначена для транспортування масивних та високих скляних плит.
Стійкість напівпричепа забезпечують наскрізні несучі поздовжні труби. Конструктивно продумана аеродинаміка, здійснено оптимальний розподіл навантаження по осях.
Системи кріплення вантажів, які підходять для стійок, мають спеціальні сертифікати забезпечення безпеки перевезення скла
Кузов металевий напівнесучий П-подібного профілю , що захищає скляні плити від конденсату; обладнаний тентом ущільнювачем за пірамідою для перешкоджання попадання водяних бризок.
Скляні листи, склопакети чи інший габаритний вантаж спочатку вантажать поштучно на спеціальну піраміду. Водій заднім ходом, на максимум опускаючи дно причепа, «наїжджає» на завантажену піраміду. Вона фіксується системою тримачів, після чого напівпричеп гідросистемами підіймається разом із пірамідою, зафіксованою в ньому. Розвантаження відбувається у зворотньому порядку.
Двоповерховий інлоадер
Шасі такого причепа схоже на шасі «стандартного» завантажувача скла. Шасі забезпечене цільним коробчастим кузовом. Внутрішня висота корпусу коробки сягає 3700 мм. Ця внутрішня висота розділена «проміжним поверхом», отже, створюються дві вантажні деки однакової висоти, кожна по 1825 мм. Таким чином, верхня палуба має розміри Д × Ш × В 13600 мм × 2450 мм × 1825 мм. Окрім скла великого формату подібний причеп можна вантажити «попалубно» європалетами. Так, на верхню палубу можна завантажити 33 стандартних європіддони чи 54 рулонних контейнери (720 мм × 820 мм). Нижня палуба обмежена спереду зміщенням до підсідельної пластини, а ззаду — колісними арками. Проте, на нижню палубу можна завантажити 22 європіддони чи 33 рулонних контейнери. Загалом на «двоповерховий» навантажувач можна завантажити 55 європіддонів або 87 рулонних контейнерів. Цей обсяг приблизно на 66 % більше, ніж у звичайного напівпричепа.
Двоповерховий джамбовоз має власну масу близько 10 500 кг і, таким чином, корисне навантаження складає до 21 500 кг.
Завантаження: висота завантаження нижньої палуби становить приблизно 300 мм, висота верхньої палуби приблизно 2145 мм. Більшість вантажних рамп на складах мають висоту приблизно 1300 мм. Двоповерховий навантажувач має вертикальний підйомник, щоб завантаження здійснювалося на будь-якій рампі чи на рівні землі. У закритому стані платформа вертикального підйомника закриває задній портал і може переміщатися горизонтально з цього положення. У горизонтальному положенні платформи вертикальний підйомник можна підняти чи опустити «вертикально» до рівнів верхньої палуби, нижньої палуби чи рівня будь-якої вантажної рампи.